# نفتومایسین
نفتومایسین‌ها(به انگلیسی: Naphthomycin) گروهی از ترکیبات شیمیایی ضد میکروبی مشابه به هم هستند که از پیچیده‌قارچ‌ها جدا می شوند. این ترکیبات زیر مجموعه‌ای از  آنسامایسین‌ها محسوب می شوند. 
اعضا این دسته شامل ترکیبات زیر هستند: 
- نفتومایسین آ[۱][۲]
- نفتومایسین بی[۳]
- نفتومایسین سی
- نفتومایسین دی
- نفتومایسینئی
- نفتومایسین اف
- نفتومایسین جی
- نفتومایسین اچ[۴]
- نفتومایسین آی[۵]
- نفتومایسین جی
- نفتومایسین کی[۶]
- نفتومایسین ال[۷]
- نفتومایسین ام
- نفتومایسین ان

## ساختارهای شیمیایی

نفتومایسین ای
نفتومایسین بی
نفتومایسین سی
نفتومایسین دی
نفتومایسین ئی
نفتومایسین اف
نفتومایسین جی